# Geurt Gijssen

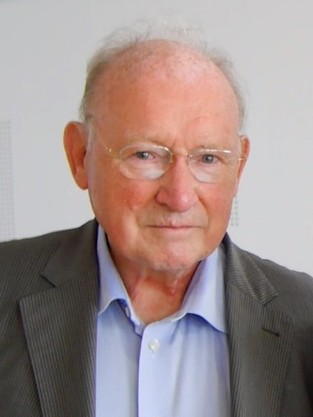
Geurt Gijssen, Dortmund 2016

Geurt Gijssen (* 15. August 1934) ist ein niederländischer Schachschiedsrichter.
Er ist seit 1979 Internationaler Schiedsrichter und war Vorsitzender der Regelkommission der FIDE. 2013 wurde er zum Ehrenmitglied der FIDE ernannt.

## Leben
Gijssen wurde in Deutschland geboren, wo sein Vater für eine Tabakfirma arbeitete, und erlebte dort als Kind den Zweiten Weltkrieg. Nach Kriegsende ging die Familie in die Niederlande zurück. Seit 1952 lebt er in Nijmegen und arbeitete dort bis zu seiner Pensionierung 1983 als Mathematiklehrer am Gymnasium.

## Einsätze als Schiedsrichter
Gijssen leitete seit den 1980er Jahren viele bedeutende Turniere, darunter mehrere Schacholympiaden (Elista 1998, Istanbul 2000, Bled 2002, Turin 2006) und Schachweltmeisterschaften:
- Garri Kasparow – Anatoli Karpow, 1987 und 1990
- Anatoli Karpow – Gata Kamsky, 1996
- Anatoli Karpow – Viswanathan Anand, 1998
- FIDE-Weltmeisterschaftsturnier 1999
- Wladimir Kramnik – Wesselin Topalow, 2006

### Umstrittene und Fehl-Entscheidungen
Beim WM-Kampf zwischen Kramnik und Topalow wertete er die 5. Partie am 29. September 2006 kampflos zugunsten Topalows, nachdem Kramnik eine Stunde nach Partiebeginn nicht am Brett erschienen war. Kramnik protestierte damit gegen eine zuvor getroffene Entscheidung des Berufungskomitees, ihm den Zugang zu einer für ihn reservierten Toilette zu verwehren. Wegen seiner Entscheidung wurde Gijssen von Yasser Seirawan öffentlich kritisiert. Dieser war der Auffassung, Gijssen hätte eine Auszeit verkünden müssen, weil sich die vertraglich geregelten Spielbedingungen zu Ungunsten Kramniks verändert hätten. Gijssen verteidigte seine Handlungsweise mit der Begründung, die Entscheidung des Berufungskomitees sei für ihn als Schiedsrichter bindend gewesen.
Beim Tal-Memorial in Moskau 2006 erkannte Gijssen nicht, dass eine Remisreklamation von Magnus Carlsen wegen dreifacher Stellungswiederholung unberechtigt war. Die Stellung der Steine auf dem Brett war zwar jedes Mal die gleiche, doch war nicht jedes Mal derselbe Spieler am Zug. Trotzdem entschied Gijssen auf Remis, und die Partieformulare wurden unterzeichnet. Erst nachdem Carlsens Gegner Alexander Morosewitsch sich bereits entfernt hatte, bemerkte Gijssen seinen Irrtum. Carlsen war sofort bereit, die Partie fortzusetzen, sein Gegner war jedoch nicht mehr zu erreichen. Am nächsten Tag entschuldigte Gijssen sich bei Morosewitsch für seinen Fehler.
Im September 2007 sorgte ein von Gijssen vorgestellter Fall, in dem es darum ging, wie in einer Blitzpartie zu entscheiden ist, wenn nach dem Matt versehentlich weitergespielt und im Folgezug der König des Mattgesetzten geschlagen wird, für Diskussionen.

## Werke
1988 verfasste Gijssen zusammen mit Wil G. Haggenburg für den Koninklijke Nederlandse Schaakbond ein Handbuch über das Schweizer System (Zwitsers systeem).
Seit April 1998 schreibt er auf der Internetseite Chesscafe.com eine monatliche Kolumne in englischer Sprache (Arbiter’s notebook) über Regelfragen.
Er sammelt Schachliteratur und ist Mitglied der Ken Whyld Association. Zeitweise schrieb er auch Rezensionen für die Schachzeitschrift New In Chess.